# Манастир Љубостиња
Манастир Љубостиња налази се на левој обали реке Западне Мораве, на 4 километра северно од Трстеника, у атару села Прњавор. Припада крушевачкој епархији Српске православне цркве. Изграђен је у освит Косовске битке, крајем 1388. године, као први женски манастир у Србији. Задужбина је кнегиње Милице, која је овде према предању први пут угледала кнеза Лазара, када се између њих истовремено родила обострана љубав — одакле, према једној од теорија, и назив манастира (љубвестин — место љубави). Кнегиња се 1392. године у Љубостињи замонашила, те је овде провела остатак живота, заједно са својом пријатељицом, српском средњовековном књижевницом, деспотицом Јеленом Мрњавчевић — потоњом монахињом Јефимијом. Обе су сахрањене у манастиру, где се њихове мошти и данас чувају. Некада су у Љубостињи, као највеће материјално и духовно благо Српске деспотовине, чуване и мошти Свете Петке.
Старешина манастира је игуманија Христина (Обрадовић), са сестринством на челу од 21. маја 1995. године.
Крајем 14. века светиња је постала најпре стециште преостале аристократије Моравске Србије, јер је као нове монахиње прихватила удовице српског племства, а затим и стожер српске дипломатије, будући да је кнегиња Милица — тада већ монахиња Евгенија — остала дефакто владарка до своје смрти 1405. године. Током 18. и 19. века Љубостиња је била један од пет најбогатијих манастира у Србији, позната као дом угледних и утицајних игумана, а од 20. века — као бастион женског монаштва.
Манастир је изграђен у стилу Моравске школе, која је овде на уникатан начин објединила и утицаје млетачке готике и исламске архитектуре. Препознатљив је по својим розетама, каменим украсима у облику процветалих љиљана, и другим флоралним облицима који симболизују рајску вегетацију, те архитектонском додају и теолошки израз, дочаравајући замисао неимара да композицију Љубостиње поставе као храм Успења Пресвете Богородице, смештен у амбијент небеске баште или рајског врта. Налик античким палатама, фреске су осликане хладним тоновима боја — најчешће цинобер−црвеном и малахит−зеленом. Најпознатија међу њима приказује Исусово Исцељење раслабљеног.
Као споменик културе од изузетног значаја, последња задужбина Немањића, маузолеј кнегиње Милице и костурница са преко тридесет откривених монашких и племићких гробова, Љубостиња од 1979. ужива највиши степен заштите Републике Србије. Игуманија манастира је од 1995. године мати Христина (Обрадовић), а парох отац Данијел (Стефановић). У порти манастира одржавају се народни сабори на Преображење и Велику Госпојину, као и манифестација Јефимијини дани.

## Историја манастира
Према речима игумана Севастијана Путника, Љубостиња је један од највећих српских манастира о коме постоји најмање писаних историјских података. Више забелешки има тек од 1780. године. Највећи део прозе о судбини манастира од времена настанка па до 21. века реконструисан је на основу катастарских, црквених и других списа.

### Три тумачења имена
Постоје три тумачења имена које је понео манастир.
По најстаријем предању, на месту данашњег манастира налазила се некада мала црква посвећена Светом Архиђакону Стефану, око које се одржавао народни сабор (вашар) сваког 2. августа, на пренос моштију овог свеца. Вратко Немањић — Југ Богдан у народној традицији — имао је своје винограде на околним брдима, па се једно од њих и данас зове Богданово (Богдањско) брдо, а село на њему — Богдање. Једном је на сабор дошао и кнез Лазар, и ту срео Југ–Богданову ћерку, младу Милицу, племкињу из владарске лозе. Тог тренутка се између њих родила љубав, коју је Милица неговала посећујући августовски сабор сваке године, и даривајући цркву разним поклонима. Желећи да на идилични крај у коме је упознала свога мужа сачува вечно сећање, одлучила је да уместо мале цркве подигне велелепни храм, који ће служити Богородици, али и као успомена на њихову љубав. Отуд кованица љубвестан ↔ љубвостин → љубостиња — место љубави, место где станује, где се родила, где тиња љубав, место љубавног састанка.
Друго тумачење односи се на реч љубо–пустиња, тј. на љубав према (пустињачком) подвижничком животу. Рани средњи век видео је у Србији процват града Жупањевца, у близини данашње Љубостиње. Жупањевац је имао свој базар и био један од центара трговине у Поморављу. Ван зидина града, али у близини његових путева, у увалама и скитима Гледићких планина живео је у то време необично велики број отшелника (пустињака). Треће тумачење каже да је светиња добила име по топониму — љупка стена, будући да се налази испод Гледићких планина и врха Самар.

### Кнегиња Милица
По једном од предања, кнегиња Милица је Љубостињу изградила у долини малих планинских брзака, Љубостињске и Сушичке реке, на месту где је још као девојка — тада Милица Немањић — први пут угледала кнеза Лазара. Манастир је са три стране окружен брдима Гледићких планина — северно је Ивер, западно је Татарна, а источно Камађоре (Камиџор). Радови на темељима Љубостиње почели су 1388. године. Након фаталних губитака на Марици (1371) и Косову (1389), кнегињина замисао била је да то здање прими удовице из српских племићких породица. Тако је основан први женски манастир у Србији.
Прва међу њима била је Јелена Мрњавчевић, удовица Угљеше Мрњавчевића, која се после Маричке битке и смрти супруга замонашила и узела име Јефимија. Две властелинке, Милица и монахиња Јефимија, наставиле су и ојачале своје пријатељство касније, у заједничким монашким данима, када је управо у Љубостињи Јефимија позлаћеним нитима извезла Похвалу кнезу Лазару, једно од најзначајнијих дела српске средњовековне књижевности.
У периоду од Косовског боја 1389. па до 1393. и устоличења њеног сина, деспота Стефана Лазаревића, на српском престолу, кнегиња Милица владала је Србијом као регент. Манастир Љубостиња, у коме је проводила већину свог времена, био је суштински стециште преостале власти и дипломатије у Србији, па је његова историја уско везана за последње године Миличиног живота. Завршетком ове последње задужбине Немањића, према писању историчара, стављена је круна на Миличину делатност очувања и настављања немањићког и Лазаревог културног, духовног и политичког наслеђа.
Летописи бележе да је владарка обилазила и са много пажње надгледала радове неимара. Манастир је посветила Успењу пресвете Богородице и у њему отворила преписивачку школу. Стефановим доласком на власт, кнегиња Милица се замонашила, узела име Евгенија, и у потпуности се повукла у Љубостињу. Тим чином њени углед и моћ не опадају, већ напротив — постају све већи, будући да је Милица, иако у манастиру, ипак преузела на себе део српских дипломатских односа. О томе сведоче писма која је као љубостињска монахиња добијала из Дубровника, где су јој се Дубровчани и даље обраћали пратећи дворски кодекс, са славна и свечастива госпођо, велможна госпођо, славна и многопоштена госпођо, госпођо кнегињо Рашке и Новог Брда. Константин Филозоф пише да је била не само жена, него и мудри Одисеј. Године 1398. заједно са Јефимијом одлази у Сер, да од свога разљућенога зета, султана Бајазита I, измоли опрост за свога сина Стефана, који је био оптужен за сарадњу са Угарима. Одатле се враћа са обећањем да ће Бајазит опростити Стефану, али и са моштима Свете Петке, које је затражила и добила од султана. Светитељкине мошти чуване су најпре у манастиру Жупањевац, да би потом биле пренете у Љубостињу. Григорије Цамблак бележи да је пренос моштију византијске светице обележен као слава васцеле Србије, и пише да је српска земља нашла богатство непотрошиво, заштитницу српског скиптра.
Поткрај живота обе монахиње узеле су завет Велике схиме, и добиле нова монашка имена — Милица, тј. монахиња Евгенија, постала је схимонахиња Ефросинија,  док је Јефимија добила име Евпраксија. Кнегиња Милица је још за живота прозвана царицом (Милицом), те је посведочила сопственом култу који је народ временом однеговао, поштујући је као кнегињу, најстарију монахињу, удовицу бившег, и мајку будућег владара. Кнегиња Милица била је дефакто прва игуманија Љубостиње. Није познато која од косовских удовица је преузела то место након Миличине смрти, а пре него што ће манастир постати мушки.
Милица је умрла пре своје пријатељице, 11. новембра 1405. године, и сахрањена је у саркофагу са леве стране. Иако је Јефимија умрла 1406. године, неколико месеци после ктиторке манастира, она је сахрањена у ктиторској гробници, на десној страни у припрати. Њихове мошти се и данас чувају у манастиру, као и мошти Јефимијиног сина, Стефана Мрњавчевића. Оригинални живопис настао је управо у то време, највероватније између 1405. и 1409. године, тј. најкасније до разлаза између њених синова, Стефана и Вука. Цркву је осликао грчки сликар Макарије Зограф из Зрза (не треба га мешати са јеромонахом Макаријем). Након смрти обе монахиње, деспот Стефан узима мошти Свете Петке и преноси их из Љубостиње на Калемегдан, највероватније 8. августа по новом календару, 1406/1407. године.
Године 1418. Љубостиња постаје мушки манастир. Прва обнова манастира изведена је већ 1448. године, а друга 1661. Током археолошких ископавања, испод пода олтара пронађена је остава за новац (страног порекла), који је коришћен у обнови Љубостиње у 17. веку. Најстарији познати игумани манастира Љубостиње били су Симеон (помиње се 1481. године), још један Симеон (записи из 1576. и 1581. године) и Исаија (1643. године). Постоје записи да се у њихово време у манастиру прослављао и пренос моштију Светог архиђакона Стефана (2. август по тадашњем календару), што је многим историчарима касније наговестило веродостојност легенде о малој цркви, која је спојила владарски пар Хребељановића.

### Доба пустошења
Дуго је било уврежено нетачно мишљење да је Љубостиња читав 17. век била пуста. Севастијан Путник бележи најстарија сећања мештана трстеничког краја, која су преносила легенду да су се током целог једног столећа из Љубостиње преко дана само чуле кукавице, а када падне ноћ — сове, које су населиле звонару и порушене куполе. Служба у Љубостињи непрекидно је вршена од оснивања па све до Сеобе Срба (1690), о чему сведоче записи из 1643. и 1673. године. Крајем 17. века манастир јесте опустео, али је већ почетком 18. изнова оживео.

Године 1732. помиње се љубостињска богословско−монашка школа под управом оца Арсенија. Наиме, игуман Арсеније „Љубостињски”, који је манастиром управљао од (око) 1720. до 1736. године био је један од најугледнијих духовника свога времена, коме су на подучавање долазили свештеници и монаси из свих крајева Србије. Он је био први манастирски игуман о чијем се животу макар понешто знало, и први који је наредним старешинама манастира поставио оквире очекивања за углед и утицај који им је ваљало да уживају у народу и Цркви. После њега, а у прилог теорији да је Љубостиња била пуста, помиње се Арсеније „Втори” („други”, вероватно после Арсенија „Љубостињског” — „првог”), који је око 1780. прокрчио шибље које је порасло на самом крову цркве, очистио унутрашњост од нечистота, отерао овце које су пасле у манастиру и покрио цркву шиндром.
Манастир је одиграо велику улогу за време Аустријско-турског рата и Кочине буне (1788—1791), када су љубостињски монаси помагали Аустријанцима против Турака. Игуман Вићентије (Јовановић) признао је да је између 1781. и 1788. скривао аустријске војнике, официре и шпијуне у манастиру. Управо одавде је српски народ позван на устанак. Према неким изворима, Коча Анђелковић се после пропасти буне сакрио у Љубостињи, премда је та тврдња често оспоравана. Турци су из освете запалили  и опљачкали манастир првих дана маја 1788. године. Тада је већина оригиналних фресака уништена. Такође, када је манастир спаљен откривена је тајна ризница која је била сакривена у манастирском зиду иза иконе, у којој је кнегиња Милица чувала своје благо. Међу опљачканим драгоценостима била је 400 година сакривена и круна кнеза Лазара. Турци су је из Љубостиње однели у Истанбул, где се и данас налази. Убрзо потом, игуман и други калуђери напустили су манастир. Тиме је навршено осамнаест година Вићентијевог старешинства (1770—1788). Љубостиња је опустела, али је чак и празна опљачкана још једном, 1804. године, непосредно пред Први српски устанак.
Манастир није дуго био без монаха. Већ у време Првог српског устанка управу над манастиром преузима ратоборни поп Настасије „Казак” (или „Козак” — дружио се са Русима и Козацима), о коме је забележено да је био опак и суров у одбрани манастирског добра од насртаја непријатеља. Игуман Настасије је упоредо са Карађорђем организовао хајдучке чете и нападао Турке. Његова судбина остала је непозната, будући да се као управитељ Љубостиње већ 1807. помиње извесни поп Спасоје.
Иако историја учи да је Љубостиња била напуштена у периоду између 1788. и отприлике 1804. године, једно од истраживања наводи да је живопис цркве био обновљен по трећи пут 1799. године. Не зна се поуздано да ли је Љубостиња заиста била пуста, да ли је неко од старе манастирске браће поново осликао цркву, или је то био непознати сликар−луталица. Чињеница је да се поред саркофага кнегиње Милице налази једина фреска из 1799. године, на којој пише само: Димитри Баса, раб божји.

### Доба благостања
Током деветнаестог века манастир Љубостиња ужива велику наклоност владарске династије Обреновић, чији су га чланови даривали у више наврата. Поред тога, изгледало је да је задужбина кнегиње Милице омиљена међу митрополитима тога доба, који су често боравили у њој. Деветнаести век у манастиру обележила је и управа петорице предузетних игумана (Арсенија, Мелетија, Јанићија, Данила и Венијамина), који су од порушене и опљачкане светиње поново изградили један од пет најбогатијих манастира у држави.
У време кнеза Милоша и игумана Арсенија (Стефановића) Љубостиња је обновљена. Почеци Арсенијеве управе 1819. године обележени су крвопролићем. Наиме, у манастиру је била устаљена традиција окупљања народа на Ђурђевдан. На тај празник 1819. године у порти манастира је међу завађеним народом дошло до убиства, након чега су монаси одлучили да укину ђурђевски сабор. Арсеније је у порти изградио још један конак, данас познат као Милошев конак. Док је за његов трем прикупљана дрвна грађа, дрвосече су у шуми близу манастира, у старом дубу пронашле стари амвон, на коме је био угравиран немањићки двоглави орао. Према народном казивању, амвон је пронађен када је одсечена једна буква, да би се од ње направиле манастирске санке. Амвон се данас налази у наосу манастирске цркве. Игуман је још изградио и воденицу, а 1822. подигао је иконостас, уз помоћ попа Нићифора.
Архимандрит Мелетије (Марковић), који је Љубостињом управљао између 1835. и 1842. године, пошао је стопама свог претходника, па је манастиру, стешњеном између брда, обезбедио преко потребну обрадиву и плодну земљу за њиве и пашњаке. Откупио је три воденице и изградио још једну, око порте је започео изградњу заштитног зида, а цркву покрио ћерамидом. У његово време, у лето 1839. године, организован је пренос моштију Стефана Првовенчаног из Каленића у Студеницу, те су краљеве мошти 20. августа преноћиле у љубостињској цркви.
Доласком Уставобранитеља на власт долази и до одмазде против бројних свештених лица, која су била присталице Обреновића. Архимандрит Мелетије био је један од првих који су то доживели. Најпре је послат на епитимију у манастир Рачу, да би му затим било дозвољено да се 1843. врати у Љубостињу, али не као управитељ. То место био је заузео игуман Макарије (Петровић). Из непознатих разлога Мелетије чак бежи у Аустрију, одакле се, уз благослов и опрост Цркве враћа у Љубостињу 1845. године, и од Макарија преузима управу над манастиром, која је трајала до 1847. године, када постаје епископ шабачки.

На његово место долази Јанићије (Мачужић) — световно име Јоаникије Обрадовић — за време чијег старешинства Љубостиња доживљава врхунац просперитета. По чину архимандрит, Јанићије између 1850. и 1851. године зида звонару, помоћне зграде, кухињу, штале, качару и воденицу. Већ наредне године у манастирском власништву су осам воденица, и чаири и воћњаци који досежу до самих обала Западне Мораве. Мачужић, уз помоћ кнеза Александра Карађорђевића, зида и звонару. У два наврата — 1848. и 1851. године — храм је реконструисан. Поправљен је горњи део цркве, а нарочито лажне куполе изнад припрате. Према писању Јоакима Вујића, Љубостиња тога времена имала је главну куполу изнад наоса, и четири мале куполе изнад припрате. Извршиоци радова на реконструкцији били су Јан Неволе, инжењер Министарства унутрашњих послова, и каменорезац Вујица Петронијевић. Негде у време обнове манастира, средином века, љубостињске поседе обилази ботаничар Јосиф Панчић, који се занимао за флору и фауну краја.
Против љубостињског братства се 1859. године народ оближњег села Богдања пожалио Светоандрејској скупштини, пишући да су калуђери оградили њихову земљу, отели им шуме, ливаде и винограде, па им после наплаћивали дрва; да су им крали стоку са пашњака, а надасве да мртве сахрањују без опела и да славску водицу не свете како би требало. У писму Скупштини навели су да такве тегобе нису трпели ни под Турцима. Сличних жалби било је и пре, али су на њих Обреновићи, велики поштоваоци Љубостиње, увек остајали неми.
За врло кратко време у манастиру се сменио велики број игумана који би врло брзо били послати другде. Године 1866. умире игуман Јанићије, и две године касније на чело братства долази Макарије (Милојевић), чија је слика чувана у цркви све до доласка Аустријанаца. Негде у то време, између 1866. и 1870. године, академски сликар Никола Марковић осликао је иконостас.  После Макаријеве смрти, игуман постаје Данило (Марковић) (1871—1875), који је гајио љубав према воћарству и виноградарству. Његова највећа заоставштина Љубостињи били су управо шљивици и виногради. Један од винограда овог, према речима летописаца — осредњег духовника али искусног економа, понео је чак његово име — Даниловац. Данило је умро усред лета 1875. године.
Године 1870. манастир је припадао Јагодинском округу, Левачком срезу и Београдској епархији. У то време у манастиру су обитавала укупно четири калуђера, а манастирска слава је била Велика Госпојина — Успење Пресвете Богородице, коме је храм био посвећен. У једном тренутку, на кратко, слава постаје и Преображење Господње, када око цркве почиње да се организује нови народни сабор.
После Данила, управу манастиром преузимају Теофило, па затим Вићентије, да би већ 1878. године игуман постао Венијамин (Павићевић). У августу 1891. године дошло је до још једног убиства у манастиру, када је јеромонах Вићентије (Стаматовић) пронађен мртав. Будући да узрок његове смрти није био разјашњен, веровало се да је у питању убиство из зависти међу монасима. Године 1895. манастирски посед је износио 1078 хектара земље, од којих је 990 хектара било под шумом. Поред ораница и ливада била су ту три винограда и седам воћњака. Чист манастирски капитал је прелазио 18.000 динара, а целокупна вредност непокретних добара Љубостиње процењена је на 42.000 динара. Према пописима који су рађени тих година, Љубостиња је обично заузимала друго или треће или четврто место на листи најбогатијих манастира у Србији.

### Доба превирања
Крајем 19. и почетком 20. века догодио се низ инцидената, који су на углед и значај манастира утицали и погодно и погубно. Најпре је 1898. године архимандрит Венијамин оптужен за проневеру и злоупотребу положаја на службеној дужности. Исте године је смењен, али му је дозвољен евентуални боравак у манастиру, где је потом умро и био сахрањен 1909. године. На његово место долази Виктор (Стојаковић), већ тада пољуљане репутације. Забележено је да је у његово време имовно стање манастира почело да опада. Године 1903. њега затиче иста оптужба као и његовог претходника — за проневеру и злоупотребу положаја.
 Виктор је две године касније смењен, па рашчињен, и на крају осуђен на робију, на којој због болести није остао до истека казне. Од 1905. до 1911. манастиром управља Виктор (Гиздавић), који не само да није био омиљен у народу, већ је дошао у толики сукоб са парохијанима, да је сам затражио и добио премештај.
У јеку ових скандала, а по налогу краља Петра I Карађорђевића, познати српски истраживач старина, Михајло Валтровић, долази у манастир 1903. године, са одлуком да отвори Миличин саркофаг. Валтровић је хтео да се изблиза упозна са крунским накитом и владарским инсигнијама средњовековне Србије, како би по узору на њих креирао нове, за потребе краљевог предстојећег крунисања. На његово изненађење, када је саркофаг отворен, видео је Милицу у скромној црној монашкој одори. Штавише, њено тело било је нетрулежно, а њено лице и даље идентично оном осликаном на фрескама. Црква је тај тренутак искористила да канонизује кнегињу и обнови нарушени углед манастира. Празник Преподобна Евгенија слави се од тада 1. августа.

Управник манастира је од 1911. до 1920. године био архимандрит Константин (Поповић). За време Аустроугарске окупације, аустријска дивизија је 24. октобра 1915. године упала у манастир и оптужила Поповића и јеромонаха Рувима, али и најмлађег међу њима, јеромонаха Севастијана, да су у манастиру сакрили део архива српске Владе. Севастијан (Путник), полазник Монашке школе у Новом Хопову, отеран је том приликом у аустријски логор Ашах (Aschach), одакле се вратио после рата. Током трогодишње окупације, манастир је служио као седиште Шумске управе, али је суштински био логор. У цркви, у конацима, и на таванима, били су смештени заробљени Италијани и Срби, који су свакодневно били гоњени на крчење манастирске шуме. Приликом батинања интернираца, Аустријанци су користили "мечку од камена", коју је неки сељак из Доњег Дубича нашао орући на њиви пре рата. Када се рат скоро завршио, Аустријанци су опљачкали манастир као нико до тада. Осим што су однели златне, сребрне и месингане предмете, као и сва четири звона, покупили су још и кашике, тањире и употребљаване пешкире.

Света литургија се суботом, недељом и празницима врши од 8 часова. Вечерње почиње у 17 часова. Током хладнијих зимских дана служба је премештена у зимску цркву, при Новом конаку. Будући да су конаци намењени искључиво за миран живот монахиња, у манастиру данас није могуће преноћити.

 Године 1919. у посету Љубостињи долази научник и проналазач Михајло Пупин, а већ наредне отац Севастијан смењује архимандрита Поповића на месту управника манастира. Севастијан Путник је рођен као Стеван Перић, у банатском селу Самошу. Значајан за реконструкцију историје манастира данас је његов летопис Манастир Љубостиња, чији је приход од продаје након објављивања 1927. године сав поклоњен сирочади из љубостињског краја. Летопис почиње лирским предговором Љубостињи, у коме Перић задужбини кнегиње Милице поручује да ће бити вечна и лепа, јер ју је љубав зачела, љубав родила, љубав одржала, па ће љубав бити и залога њеног вечног и срећног живота.
Њега је дванаест година касније наследио игуман–синђел Платон (Милојевић) (1932—1934), али га након само две године управљања владика Николај у марту 1934. године шаље у манастир Велуће. Он је уједно био и последњи игуман. Уредбом Српске православне цркве из 1937. године Љубостиња постаје женски манастир, па у јесен 1939. године — након 521 године — управу манастиром преузима игуманија — мати Сара (Ђукетић). Највредније материјално благо манастира које Ђукетићева затиче после историје рушења и пљачкања, била је библиотека у Милошевом конаку, која је у то време бројала преко хиљаду наслова. Између осталих, било је ту и посебно издање верске студије О угледању на Христа (De Imitatione Christi, 1417), холандског теолога Томе Кемпијског. Штампана је 1637. године, по налогу влашке грофице Елене Басараб.

### Страдање монахиња
Сара је постала игуманија Љубостиње у тешка времена Другог светског рата, али јој је велику помоћ пружао тадашњи духовник љубостињски, Никон (Лазаревић). Иако је званично био љубостињски свештеник између 1946. и 1961. године, он је овај манастир помагао и пре, док је био игуман Каленића. Његовим највећим доприносом данас се сматра изградња Новог конака, у то време најлепшег у Југославији. Архитекта новог конака био је Петар Бајаловић, чије су најпознатије грађевине биле Коларчева задужбина и зграда Правног факултета у Београду.
Почетком рата, у Трстенику је отворено хранилиште за дечаке, а у Љубостињи за 12 девојчица које нису имале дом. У то време у манастир долази, и у њему остаје неколико година, монах Јаков (Арсовић), познатији као Јаков Тумански. Током првих година свог старања о Љубостињи, мати Сара уживала је велику подршку и наклоност и владике Николаја Велимировића, који је у Љубостињи провео осамнаест месеци (од Петровдана 1941, до 5. децембра 1942) у кућном заточеништву. Мати Сари оставио је у аманет бележницу у виду духовног приручника, са саветима за сестринство. Ту је написао и нека од својих највећих дела, између осталих и песму Зидање Љубостиње. Заједно са Велимировићем, овде су протерани и Василије Костић, епископ жички и бањалучки, и синовац владике Николаја — Јован Велимировић, епископ шабачко−ваљевски. Шездесет година касније, Јеврејка Ела Трифуновић Нојхаус бранила је владику од доцнијих оптужби за антисемитизам, откривши да је њену мајку и њу Велимировић спасио од сигурне смрти у време рата — њу стрпавши у џак, а њену мајку обукавши у монашку одору, и збринувши их потом у Љубостињи.
После Николајевог одласка, и после спаљивања Жиче, у Љубостињу пристижу и избеглице и десетине жичких монаха. Једног од њих, јеромонаха Саву Максимовића, убрзо су убили Немци. Другог жичког монаха ухапсили су и убили у Крушевцу. Игуманија Сара оптужена је за суделовање у оба хапшења и убиства. Уз то, четници су је оптужили за учествовање у убиству Јована Гордића, сина четничког команданта, Николе Гордића. Игуманија је, с друге стране, још била оптужена и за скривање четничке радио−станице, коју су наводно Енглези даривали Николају Велимировићу. Иако су монахиње говориле да су врата манастира била отворена за све, и да оне ни на који начин не бирају страну у рату, биле су изложене злостављању и од стране четника и од партизана и од Немаца.

Истовремено долази до сукоба између игуманије Саре и проте Саве Петровића, ауторитативног судије Жичког црквеног суда, а тада љубостињског госта, који је неумерено и ригорозно кажњавао монахиње, и тај сукоб чак доводи до унутрашњег раскола у сестринству. Према казивању потоње игуманије, постојала је претпоставка да је нека од завађених страна затражила помоћ једне од тадашњих војних снага, највероватније четника. Забележена је и популарна урбана легенда, према којој је посреди била љубавна афера једне од монахиња, која је разгневила сестре, па су је оне пријавиле љотићевцима и Гестапоу, те тако навукле још већу пропаст на заједницу.
Почетком 1943. кроз прозор манастирске канцеларије упала је цедуљица са поруком игуманији да бежи са сестрама, иначе ће све бити заклане. Међутим, сестре такође добијају опречне и узнемирујуће поруке да не иду никуда, или да не мисле да беже, јер ће тек у том случају бити поклане. Није био ни крај јануара, а већ су била забележена два покушаја убиства игуманије Саре. У једном од та два случаја, када су четници упали у цркву, сестре су игуманију сакриле под часну трпезу (престо).
Леденог богојављенског јутра, по мрклом мраку, један од радника у манастиру упрегао је санке у којима је сакрио игуманију, и преко ње набацао сена и сламе, па је по снегу превезао до Трстеника, одакле је побегла у Београд. Четници су потом обелоданили да траже њене рођене сестре, Евгенију и Антонију — такође љубостињске монахиње, као и искушеницу Милку, а Сарину повереницу и економку. Вече после Савиндана, они су упали у капелу, и са вечерња одвели и Антонију и Евгенију. Прву су заклали у снегу, а другу израњавали, не знајући да је преживела. Иако рањена, Евгенија је успела да се довуче до манастира, одакле су је монахиње пребациле у болницу, где је убрзо умрла. Искушеница Милка живела је у великом душевном немиру и непрестано тражила скровиште. Оне вечери када су одвели две Сарине сестре, она се крила испод кревета у конаку. Четници су се евентуално домогли и ње. Пре него што су је бацили у Мораву, најпре су је силовали и заклали. Монахиња Антонија, такозвана љубостињска мученица, сахрањена је у порти манастира, а Евгенија испрва у Крушевцу. Након неколико дана, река је избацила Милкино тело, али се из страха од четничке освете нико није усудио да га покопа, па су га сељаци само вратили натраг у Мораву.

### Центар женског монаштва
На Сарино место 1943. долази њена сапатница из ратних дана, мати Варвара (Миленовић), најпре као настојатељица, а затим и као игуманија — од 1949. године —  и остаје најдуговечнија игуманија Љубостиње, све до своје смрти 1995. За више од пола века старешинства, мати Варвара, тада најпознатија монахиња у земљи, успела је да у сваком погледу обнови манастир. Позната као добар организатор и као неко ко инсистира на дисциплини, основала је у манастиру ћилимарске и плетарске радионице, и чак обезбедила извоз производа у иностранство. Надасве је тежила да ту направи највећи центар женског монаштва у Југославији, окупивши у Љубостињи преко 50 сестара. Љубостињским сестрама 1952. или 1953. године у посету долазе Јустин Поповић и бивша игуманија Сара, која доноси мошти своје сестре Евгеније и полаже их у гроб у Љубостињи, поред моштију њихове сестре Антоније. Године 1979. Љубостиња постаје споменик културе од изузетног значаја, са највишим степеном заштите Републике Србије. На место пароха 1982. године долази Дамјан Лисинац (кога су сестре звале прота Дача), и ту остаје до пензије.
Године 1995. руководство преузима мати Христина (Обрадовић), која је била економка игуманији Варвари. Христина је још у младости била једно од најпрепознатљивијих лица Српске православне цркве, будући да је била прва монахиња која је возила аутомобил („Ладу”), те је једном приликом чак заустављена због прекорачења брзине. Тај догађај је у Југославији пропраћен новинским насловима, у којима је називана летећом калуђерицом. За време старешинства мати Христине, Љубостиња је постала присутнија у медијима. Године 2002. у продају је изашао албум византијског појања, назива Agios o Theos: Ancient Orthodox Chants from Serbia, за који су љубостињске сестре (на албуму назване Nuns of Ljubostinja) отпевале пет песама: Ниње отпушчајески, Херувимска песма, Химна Љубостиње, Песма Царици Милици и Свјете тихи. Сами снимци заправо потичу чак из 1963. године. Гроб кнегиње Милице посетили су 2016. принц Александар и принцеза Катарина Карађорђевић, а 2019. године књижевник и нобеловац Петер Хандке.
Због свог великог богатства манастир је после Другог светског рата претрпео и велику штету. Ступањем на снагу закона о аграрној реформи (1945) и о национализацији (1958), Љубостињи је одузето више од 1400 хектара шуме и обрадивог земљишта. Законом о реституцији манастиру је имовина враћена у два наврата — 2009. и 2016. године. Укупна површина газдинства Љубостиње данас износи 1321,44 хектара, од чега су 1298,90 хектара (или 98,3% територије) под шумом.
Садашњи парох манастира, некадашњи ученик Призренске богословије за време Рата на Косову и Метохији — отац Данијел (Стефановић), говорио је о Љубостињи за телевизије Храм и Агро ТВ. Манастир се налази на винском путу и у енотуристичкој области Александровачке жупе, и познат је по манастирском вину. Осим тога, монахиње негују традицију пчеларства и производње меда.

## Архитектура

### Млетачко—исламска скулптура
Главни извршитељ радова на цркви био је Раде Неимар (Раде Боровић), који је своје име уклесао на прагу врата која воде из припрате у наос. Радећи на Љубостињи заједно са око 500 радника, он је тежио наглашавању ритма облика који се видно понављају, чиме је створио утисак склада и повезаности. Раду је зидање Љубостиње донело велику славу, те је његово име опевано чак и у епским песмама. То је уједно и један од ретких тренутака где се поуздано зна име протомајстора неке српске светиње. Посебно је занимљива скривница коју је сазидао по жељи кнегиње — просторија коју је некада заклањала велика икона, а у којој је она касније чувала своје драгоцености. Боровић је успео да љубостињски храм астрономски прецизно оријентише ка равнодневичком истоку, те је сваког 20. марта излазеће Сунце у потпуној паралели са најисточнијом тачком љубостињског наоса.
Манастирска црква је триконхалне (тролисне) основе развијеног типа, са правоугаоном припратом која се надовезује на наос, и куполом коју држе четири ступца. Висока је 24, дуга 20 а широка 6 метара. Конструисана је по угледу на Хиландар и сличне типове цркава уписаног крста. За разлику од осталих здања Моравског стила, Љубостиња одступа од њихове издужености, те је унеколико збијеног плана (налик манастирима Српско–византијске школе).
Грађена је у (позном) Моравском стилу (као и Велуће, Руденица и Каленић), али скромније и једноставније од свих манастира тог правца. Док су остали били зидани правилним низањем камена и опеке, Љубостиња је зидана притесаним каменом пешчаром, разноврсног порекла и различитих облика. Ипак, грубо зидање је на крају покривено сликаним фасадама које имитирају зидање каменом и опеком, а храм је обогаћен каменском орнаментиком, и то криновима у доњој, а розетама у горњој зони. Хоризонтално су сликана три, а понекад и четири реда опеке, док је испод кордонског венца око читаве цркве насликан појас преплетене траке.
На цркви је укупно 13 розета — 7 великих и шест малих. Углавном имају заједничке одлике: све су окружене прстеном од ужета, све (осим три мале) имају у средишту цвет, и све велике розете такође окружује прстен са керамичким крстићима. Највеће су три розете на припрати, од којих је розета на јужној страни, са петолисним љиљанима, изразито готичка. Овакав начин зидања није био познат у ранијој српској архитектури. Може се узети да су препознатљиви мотиви љубостињског украса управо подражавање богатог декоративног зидања, розета и крин, и шаховска поља на мањим и споредним површинама. Естетика бујних камених преплета у порталима и прозорима, сазрела је у средњовековној минијатури, тј. у цртаној архитектури илустрованих псалтира и других црквених књига, али и у утрпаној сребрној декорацији на оквирима икона.
Данашњи изглед манастира говори о утицају скулптуре и сликане декорације на архитектуру, али на начин на који се управо из раскошно и бујно декорисаног руха композиције изненађујуће рађају хармонија и склад. Пандан маварском украсу, фасада осликана флоралним и геометријским мотивима је у Љубостињи доведена до врхунских могућности израза. Ретки у српској архитектури су завршеци прозора са два отвора (бифоре), али са тролисним луком, по узору на млетачку (венецијанску) и дубровачку готику. Прерађујући и уграђујући сараценске и арабескне флоралне мотиве исламске уметности, венецијанска готика дала је грађевини обележја оријенталне Византије.
Ђурић истиче да су кордонски венци, розете, шаховска поља, пиластри, слепе аркаде и колонете разиграни по другим манастирима те епохе, док у Љубостињи чине један организам са клесаним украсом, племенитији су и хармоничнији. Он тврди и да у српској средњовековној уметности не постоји друго место где је до те мере остварена симбиоза архитектуре и скулптуре. Француски византолог Габријел Мије рекао је за љубостињски храм да је њиме моравска школа доведена до савршенства. Љубостињски украси инспирисали су 2018. године јубиларно 10. издање Српске недеље моде (Serbia Fashion Week), названо Царица Милица.

### Рајска вегетација
Исклесаним криновима (љиљанима) покривен је ктиторски саркофаг, у коме је ипак била сахрањена Јефимија, а не кнегиња Милица. Крст, који је на саркофазима био готово обавезан, овде није исклесан. Према речима протојереја Данијела, љубостињског пароха, симболика крина, који све до барокне уметности означава благу вест, наговештај среће, па и чедност, овде добија локалније и интимније значење, које је у директној вези са култом пострадалог кнеза Лазара, и стиховима из његовог Акатиста и Похвале кнезу Лазару, у коме је кнез назван крином миомирисним и крином који је из трња израстао и сија свима. Љубостињски крин симбол је васкрсења, царства небеског и вечног живота.
Jедноструки и двоструки венци љиљана у Љубостињи покривају розете, прозоре, слепе нише, и повезују лезене и прислоњене колонете. Историчарка Љиљана Винуловић дала је опширну студију о значају и симболици љиљана у љубостињској цркви. Према њенима речима, камена пластика која инсистира на криновима (љиљанима) није пука сакрална декорација, већ је ту да подсети на ишчекивање небеске цркве међу људима, рајског врта на земљи, у коме расте љиљан као небески цвет. Симболика љиљана везује се и за старозаветног краља Соломона, будући да су љиљани стајали на врху стубова на улазу у његов храм, али и са сликом архангела Гаврила, који девици Марији даје љиљан и саопштава јој да ће родити Христа. У оба случаја љиљан је весник мудрости (логоса) — било да је то она по коју је народ одлазио у Соломонов храм, било да је то долазак божје мудрости кроз Исуса.
У ужем смислу, уцветали кринови и други флорални преплети илуструју рајску вегетацију, због чега би Љубостиња требало да буде отелотворење својеврсног раја на земљи. Она је једини манастир у Србији без животињских и људских камених украса.

## Сликарство

### Хладноћа римских палата
Према неким тумачењима, најстарији, оригинални живопис урађен је непосредно пред Косовски бој и од њега су сачувани само фрагменти у пандантифима, доњој зони тамбура и на још неким површинама. Већ 1403. кнегиња Милица позива грчког сликара Макарија Зографа да поново ослика цркву. Познато је да се сликар одазвао позиву, а један од натписа поред Миличиног портрета сведочио је да је црква у потпуности осликана 14. августа 1403. године, дан уочи храмовне славе. Нека истраживања показала су да су најстарије фреске које се данас налазе у Љубостињи осликане тек после Миличине смрти (између 1405. и 1409. године). Данас се може видети Макаријев потпис на луку изнад врата која воде из припрате у наос.
Историчар уметности, Срђан Ђурић, пише да најстарије љубостињске фреске одликује изразито хладан колорит, нарочито кроз бледе нијансе цинобер црвене и малахит зелене, и хладну хармонију сиве и плаве, због којих зидови цркве подсећају на зидове старих палата у римским провинцијама. Препознатљиви и аутентични средњовековни спој византијске плаве и златне боје није заступљен у Љубостињи, бар не у оноликој мери и онаквог интензитета као у другим српским манастирима. Макарије никада до краја не одређује простор у коме се сцене дешавају. Према речима Ђурића, он није вичан сликању великих композиција, али је изузетан као сликар животних лица. Историчар на основу тога верује да је зограф био најпре иконописац, па тек после живописац. Његови свеци нису неопходно лепи, и он не наглашава чулност као што је то случај у Каленићу и Манасији. Они су строги и уздржани, накострешених обрва, очију аскета. Макарије се једино трудио да више индивидуализма удахне владарским портретима.
У припрати се налазе ктиторски портрет кнегиње Милице и портрет кнеза Лазара, као и портрети њихових синова Вука и Стефана. Вук Лазаревић осликан је у плавој одежди, како држи крст, али једини нема симболе власти и није сигниран. Стефан је у црвеној одежди, али држи скиптар у облику крста, док натпис поред каже: У Христа Бога благоверни и превисоки и богомдржавни Стефан деспот, свим српским и подунавским странама господин, што указује на то да је фреска настала након што је добио титулу деспота, тј. после 1402. године. Два анђела спуштају круну на његову главу и дају му мач. Кнегиња Милица носи црвени сакос са тамноцрвеним украсом од повезаних ромбова, на којима су флорални мотиви у облику кринова, са бисерима и драгуљима. Огрнута је зеленим плаштом са плавом поставом, који је обрубљен златном траком. На глави има бели вео, са ситним тамним везом, обоце са драгуљима и бисерима, и отворену круну што се шири ка горњем делу. У својој књизи Жене ктитори и визуелна култура Балкана, историчарка Љубица Винуловић пише да је и кнегиња Милица, као и њене претходнице, Јелена Анжујска и Јелена Немањић, путем фрескописа градила свој владарски идентитет. То се највише види према осликаним Васељенским саборима у припрати храма, чиме су српске средњовековне владарке слале поруку да, као и њихови мужеви, и оне имају политичку моћ, чак толику да сазову државни сабор, док се кроз слику Милице манифестује Христова божанска моћ, која указује на богомданост и светородност династија Немањића и Лазаревића. Сликани програм наоса одговара духовној и фунерарној, а припрате — политичкој, тј. владарској функцији манастира.
Од сликарских дела сачуване су фреске Пророка: Михеја, Гидеона, Давида, Језекиља, Захарије, Софоније, Јеремије и Осије. Сви су осликани запрепашћени и узбуђени због манифестације Бога (вероватно Христа Пантократора). Живопис у пандантифима се тек назире. У југозападном делу се разазнаје јеванђелиста Марко, са персонификацијом Премудрости у лику девојке. У североисточном пандантифу је осликана персонификација Премудрости као велелепна античка палата. У југоисточном пандантифу су некада биле фреске јеванђелисте Јована и његовог ученика Прохора.
У суштини, распоред сцена пратио је традицију Моравске школе, те су по сводовима наоса били Велики празници, у горњој зони зидова — Страдања, у централном делу — Чуда и Проповеди. Од Великих празника виде се назнаке Цвети и Успења Богородице, док је сцена Благовести сачувана готово у целости. Од сцена Страдања назиру се Ругање Христу, Одрицање Петрово, Скидање са крста и Полагање у гроб. Осликана Чуда спадају у најбоље очуване композиције. То су: у јужном делу, изнад певнице, четврта и пета недеља по Пасхи, тј. композиције Исљелење раслабљеног од одра и Исус и Самарјанка. У северној певници су фреске Исљелење слепог од рођења, из шесте недеље, и Помазање у Витанији. Осликани су још и велики монаси и испосници, фигуре светитеља, хришћански песници, свети ратници и други: Архангел Михаило, Архангел Гаврило, на југозападном стубу наоса — Свети Сава и Стефан Немања, Свети Теодор Студит, Јован Дамаскин, Свети Јуда, Свети Теодосије, Свети Јефрем Сирин и Свети Сава Јерусалимски (Св. Сава Освећени). Све фреске су у лошем стању. Представа цара Константина и царице Јелене разазнаје се по натпису.
Смиљка Габелић у свом истраживању истиче значај ретке фреске персијског свеца, Светог Говделаја, осликане у групи ратника, у северној певници. Његова глава није сачувана. Фреска је још занимљивија због тога што се Свети Говделај увек слика уз Светог Даду, будући да их православни свет слави заједно 12. октобра, док у Љубостињи он стоји самостално.
У периоду од 1866. до 1870. године, осликан је нови иконостас, у стилу романтизма и националног препорода. Данас од велике вредности, ово уметничко дело створио је академски сликар Никола Марковић из Београда, син Милије Марковића, и ученик Стеве Тодоровића.
Владика Николај дивио се начину на који се у Љубостињи и архитектура и сликарство и природа сажимају у служби теологије и литургије, те је у својој песми Зидање Љубостиње манастир назвао одмором за душу, и рекао да је Љубостиња Богу испевана, најлепша песма на српској земљи.

### Исцељење раслабљеног
Ђурић истиче да је највреднија фреска манастира Љубостиње заправо Пети васељенски сабор, на којој су осликани свештеници, војници, и сугестивни и страхопоштовања вредан цар Јустинијан. Историчарка уметности, Тамара Огњевић, тврди да је Исцељење раслабљеног у ствари најистакнутија сцена, и истинско ремек−дело српског фрескосликарства.
Ђурић истиче верност са којом Исцељење раслабљеног преноси све детаље приче из Јеванђеља. На њој је Христ, са апостолима који стоје иза њега, затим болесник, са леве стране, који симболично носи кревет на леђима. Осликана је још и фонтана крстастог облика, са петочланим портиком испред храма, што је новина у односу на хришћанску причу. Лик античког мудраца Сократа, који је као неми посматрач чудесног оздрављења такође уклопљен у композицију, према Ђурићу је изузетан и мистичан, нарочито ако се размишља о средњовековној традицији поређења Христа (учитеља) са античким филозофима — првенствено са (учитељем) Сократом, чија се смрт посматра као житије свеца−мученика. Ђурић још истиче да сцена има низ нивоа на којима би је ваљало градацијски разумети: најпре — присуством филозофа — као интелектуализовану, која затим рационализовано приказује манифестацију божанске моћи у виду исцелења, а управо је то исљелење оживљава као вишедимензионалну целину — болесник и даље носи кревет на леђима, али тек што је оздрављен, због чега стоји у неприродном ставу, главе нагло окренуте ка Христу, али услед неверице, изненађења и збуњености, он је и даље у страху да направи први корак.

## Теорије о ктиторству
Тумачења појединих историчара оповргавају теорију по којој је кнегиња Милица била ктитор манастира. Наиме, Константин Филозоф бележи 1433—1439. године да је Милица положена у својем манастиру, званом Љубостиња, те историчари ту реченицу почињу да тумаче на шест различитих начина:
1. Она је ктитор манастира који је одредила за своју гробну цркву, и зато је ту сахрањена
2. Љубостиња је Миличин манастир, у коме она борави као монахиња, у коме умире и бива у њему сахрањена
3. То је њен манастир, као што су то и сви остали, пошто је била владарка
4. У питању је њен манастир, али га она није саградила, већ је на њега стекла накнадна права, уступањем или преузимањем
5. То је манастир који је она последњом жељом определила за сахрану
6. То је њен манастир јер ће ту почивати вечно

Историчар Бранислав Тодић сматра да је Љубостиња настала много пре, у време краља Милутина, јер би било неуобичајено да жена живог владара зида задужбину, нарочито ако се узме у обзир да је кнез Лазар за њихово место вечног починка одабрао Раваницу. Историчарка Љубица Винуловић одбацује ову тврдњу као неутемељену у историјским чињеницама, које кажу да су и краљица Јелена Анжујска и царица Јелена Немањић изградиле своје задужбине — прва Градац, а друга Матејче — за време владавине својих мужева. И још истиче да је мало вероватно да је Раваница направљена као породични маузолеј, будући да у њој нису били планирани гробови за остале чланове породице. С друге стране, Тодић побија теорију да је манастир настао после Косовске битке (1389), када би зидање меморијалне цркве кнегињи Милици, из економских и других разлога, била последња брига на памети. Он пише и да Милица није имала разлога да не буде сахрањена поред мужа. Ова идеја ослања се делимично и на народно предање по коме Милица уопште и није била сахрањена у Љубостињи, већ на њеном омиљеном месту, на брду Прозрака, у цркви Ђуровачи (данас у рушевинама). Ктиторство краља Милутина неки аутори подупиру чињеницом да Љубостиња није изграђена као остали манастири Моравске школе, већ да због притесаног камена више подсећа на његове задужбине Грачаницу, Хиландар и Бањску.
У прилог теорији да је Љубостиња постојала још 1381. године дошли су налази старијег слоја фрескосликарства у горњим деловима наоса и припрате, испод оног које је настало око 1402. године, када је манастир званично живописан. Винуловићева сматра да то није ваљан доказ да Милица није ктиторка, будући да није било неуобичајено за српске манастире да им се живопис ради у више наврата (попут Сопоћана и Високих Дечана), нарочито ако радови из неког разлога (овде: Косовска битка) морају бити обустављени.
С друге стране, теоретичари доводе у питање чињеницу да је после Маричке битке (1371) деспотица Јелена (монахиња Јефимија) дошла у Крушевац, на двор Хребељановића. Они верују да је она постала монахиња још у Серу, већ после битке на којој је остала без мужа, и да је током осамдесетих година 14. века увелико живела у Љубостињи, која је њој била додељена за монашки живот, те да јој се Милица само придружила касније. У прилог овој теорији, наводе да је управо Јефимија сахрањена у ктиторском саркофагу, и постављају питање вероватноће да један владар−задужбинар (у овом случају: Милица) допусти да неко други буде сахрањен у његовој гробници. Међутим, ови наводи се косе са писањем Миличиног и Јефимијиног истовременика, Константина Филозофа, који је писао о значају који је Јефимија имала на Лазаревом двору у Крушевцу, и о њеном стимулативном утицају на васпитање деце кнежевског пара, првенствено Јелене Балшић.
До откривања податка да је Јефимија надживела Милицу, веровало се да је Милица свој гроб сама уступила својој најбољој пријатељици, која је умрла пре ње. Међутим, открићем да је Милица живела до 1405, а Јефимија до 1406. или до почетка 1407. године, поново је постављено питање зашто Јефимија Милицу није положила у ктиторски саркофаг. Историчарка уметности, Даница Поповић, оспорава чињеницу да је он уопште исклесан у то време, већ каже да је настао тек касније, од делова порушене припрате. Перић пише да, када се узме у обзир истоветност украса и материјала на наосу и на припрати, више је него очигледно да припрата није била накнадно дозидана. Према Срђану Ђурићу, тело кнегиње Милице је из гробнице у југозападном делу наоса у 18. веку премештено у североисточни део припрате, испод ктиторске фреске.
Велики број аутора истиче да се научним истраживањем не сме занемарити верски моменат, и чињеница да су обе племкиње примиле завет монаштва, па затим још строжи, завет Велике схиме, и да се, предане обрасцима ригорозног монашког живота у својој подвижничкој старости, нису оптерећивале материјалним богатствима и владарским обележјима, те ни тиме у каквој ће гробници бити сахрањене. Када је Миличин саркофаг отворен почетком 20. века, истраживачи су видели да је уместо као монарх и са крунским накитом, кнегиња сахрањена као монахиња, у црној монашкој ризи. Међутим, историчари се слажу да са државно−правног и династичког гледишта и даље остаје неразјашњено зашто је и да ли је кнегиња Милица одлучила да не буде сахрањена поред кнеза Лазара, као и питање у којем од три манастирска саркофага су чуване мошти Свете Петке између (око) 1400. и 1407. године.

## Маузолеј и костурница
Аустроугарски путописац и археолог, Феликс Каниц, посетио је Љубостињу 1888. године, и приметио да је саркофаг уз јужни зид отваран и да су у њему пронађена три скелета неких припадника династије Немањића. Због постојања скривнице, и бројних легенди у вези са њом, познати су били чести покушаји ловаца на благо да кришом прекопају порту, па чак и унутрашњост храма. Када је Министарство просвете на себе преузело бригу о старинама, Михаило Валтровић је то искористио да 1904. започне прва стручна ископавања и истраживања око задужбине кнегиње Милице. Његово истраживање Љубостиње било је сам почетак историје археолошких испитивања Средњег века и владарских сахрана на територији Србије.
Подаци до којих је дошао објављени су у часопису Старинар 1906. године. Валтровић је у љубостињском наосу открио две гробнице, од којих је једна била дугачка чак 2.58, широка 1.17, и дубока 1,67 метара. Ђурић пише да је управо то био гроб кнегиње Милице, јер су обичаји времена налагали да се владарске гробнице зидају у наосу, а да је њено тело премештено у нови саркофаг крајем 18. века.
Игуман Севастијан (Путник) такође је у својој књижици из 1927. оставио записе о гробовима. Између осталог, каже да је народ некада веровао да је у ктиторском саркофагу положено тело деспота Стефана Лазаревића, али да то не може бити тачно јер када је гробница отворена, у њој није било никаквих костију (без објашњења ко је и када отварао гробницу). Путник говори и о малој шкрињи која се налазила на овом саркофагу, а у којој су чувани делови ребара српских патријарха Данила и Никодима, и Светог Прохора Пчињског.
Године 1966. урађено је најобимније и најпрофесионалније истраживање, када су уз северну страну припрате постављене сонде, чија је дубина досезала до дубине укопа темеља (0.9—1.2 метра). Сонде су откриле неколико паралелно постављених гробова, и свеукупно десет скелета које је археолошкиња Мирјана Љубинковић откопала. Свим покојницима руке су биле скрштене на грудима, а само је један био окренут наопако — с главом на истоку, а ногама на западу. Један од скелета имао је испод скрштених руку и седам беличастих перли. У јужном делу припрате, насупрот гробу кнегиње Милице, Љубинковићева је открила још један гроб, испод подлоге пода, у коме је било неколико зуба и неколико фрагмената коже, скупљених у гомилу. Истраживања нису довела ни до каквих открића којима би била потврђена легенда о постојању првобитне цркве, посвећене Светом Стефану, а на чијим темељима је наводно изидана Љубостиња.

Истраживање из 1966. довело је евентуално до открића 32 гроба унутар и око цркве, што сведочи значају који храм има као својеврсна спомен—костурница монашке заједнице и српског десеткованог племства. На основу ископина, археолози су установили да је у Љубостињи култ ктитора и других знаменитих личности ипак био везан за припрату, а не за наос. Велики број пронађених остатака данас је положен у костурници, која се налази у југоисточном делу порте.
 Народна традиција изузетно је саучествовала са кнегињом Милицом у њеном удовству, те је оставила различите живописне, елегичне, усмене и писане слике преноса моштију косовских јунака у љубостињску порту, Крушевац и манастир Раваницу, које умеју и да се разликују по одређеним детаљима. Народна епска песма Пропаст царства српскога казује да је Милица на Косово отишла са свитом коју су чинили патријарх, дванаест владика, свештеници, калуђери, ђакони и удовице косовских јунака, те су заједно прикупљали шта је од остало од пострадалих ратника. Ту је пронашла тела Милана Топлице, Ивана Косанчића и Милоша Обилића, затим главу свога брата, како плута у води, и на крају главу кнеза Лазара. Ниједан од неколицине прослављених војсковођа није сахрањен у Љубостињи. Културни темељи Љубостиње постављени су на епском покосовском архетипу удовица на Косову, који је вековима био експлоатисан, а њиме се бави и балада Смрт мајке Југовића, где би удовица Југ−Богдана са историјске тачке гледишта требало да буде мајка кнегиње Милице — али није, тј. балада је третира као неисторијску личност.
Старешине Арсеније Љубостињски, Арсеније Стефановић, Јанићије, Данило, Венијамин, Севастијан, Варвара, духовници Никон и Дамјан, сестре Евгенија и Антонија, и многи други који су обележили историју манастира, сахрањени су на манастирском гробљу.

## Археолошки локалитети
Иако формално нису обједињени у целовиту археолошку скупину, у уском кругу око Љубостиње постоји прстен локалитета који су у вези са касноантичким или ранохришћанским раздобљем у јужној Шумадији и у сливу Велике Мораве.
На брду Татарни, западно од манастира, налазе се остаци средњовековног града Грабовца, познатог једноставно као Јеринин град. Изграђен је у 6. веку, за време цара Јустинијана, а обновљен за време Немањића. Релативно близу манастира налазе се и археолошки локалитети Жупањевачки град, некадашњи велики средњовековни дворски комплекс, као и локалитет Градиште (често се назива и Градац) у Доњем Дубичу, највероватније из доба цара Јустинијана. У околини манастира налазе се још два локалитета који носе име Градац — у Брезовици и у Риђевштици. Између села Почековина и Доњи Рибник, а опет надомак манастира, налази се касноантички локалитет Грабак.
На брду Камађоре, североисточно од храма, постоје остаци једне цркве коју народ назива Требница. По предању, кнегиња Милица је ово здање (данас у рушевинама) направила како би ту сместила једног свештеника, да по потреби долази у Љубостињу да служи литургију и да исповеда монахиње — да буде духовник по потреби. Отуд назив цркве — Требница. На брду Ветернику, такође изнад Љубостиње, постоји још једна црква, коју народ зове Црквина. На Богдањском брду налази се капела Југ−Богдана (Црквица, Св. Петка), у коју је овај господар Топлице наводно свраћао када је обилазио своје винограде. Перић бележи да су за време Првог светског рата у близини моста, који из Трстеника преко Западне Мораве води у Љубостињу, из реке извиривале некакве рушевине, које је народ још више растурао да би скупљао грађу за зидање. Народ и њено постање приписује Југ−Богдану. Приликом вађења камена, на том месту је откривен у целости очуван људски костур, чије су вилице гвозденом пијавицом биле уковане у темеље зида. Према легенди, био је то неки човек који је рђаво говорио против властелина, те је због тога кажњен одмаздом устројеном по сличности његовом преступу.
У порти манастира налази се средњовековни бунар, коме се не памти порекло. Народ из околних места зове га Бунар царице Милице. Археолошким ископавањима утврђено је да је живот — не само у околини, већ и на газдинству саме Љубостиње, постојао у континуитету још од антике. Ископавања у манастирској цркви открила су денаре из времена Римске републике, из 82. године пре нове ере.

## Јефимијини дани
Од 1971. године, у Трстенику и у порти манастира Љубостиње одржава се манифестација Јефимијини дани, која траје три дана и посвећена је српском песништву, и то првенствено женском перу. На првој манифестацији, која је трајала од 19. до 22. јуна 1971. године у манастирској порти стихове су казивале три највеће југословенске песникиње — Десанка Максимовић, Мира Алечковић и Весна Парун. Наредне године је назив прославе промењен у Дани песникиња и везиља, а 1973. је из политичких разлога манифестација укинута. Обновљена је 1991. године, задржавши као идејну осовину стваралаштво жена — сликарско, везиљско, песничко и друга. У оквиру фестивала одржава се и посебно музичко–поетско вече — Јефимији и част, када по правилу нека српска глумица рецитује Похвалу кнезу Лазару. Такође, у оквиру манифестације додељује се и награда Јефимијин вез — за најбоље песничко достигнуће.
Још једна награда у вези је са Љубостињом, иако се не додељује ту. У питању је Љубостињска розета, која је највише признање града Трстеника.

## Галерија
- Кнез Лазар и кнегиња Милица
- Вук и Стефан Лазаревић
- Иконостас
- Бифора
- Источна страна цркве
- Западна страна
- Детаљи зидне орнаментике
- Стари конак
- Улаз у наос
- Детаљи зидне орнаментике
- Јужна страна храма
- Детаљи зидне орнаментике
- Источно прочеље
- Царске двери на иконостасу